# 메시에 65
M65는 사자자리에 있는 막대나선은하이다. 723 ± 5 km/s의 적색 편이가 일어난다. 거리는 약 3,500만 광년이며, NGC 목록에는 NGC 3623으로 올라와 있다. M65는 M66, NGC 3628과 함께 사자자리 세 쌍둥이 은하를 이룬다.

## 같이 보기
- 메시에 천체 목록